# Утіяма Тамакі
Утіяма Тамакі (яп. 内山 環; нар. 13 грудня 1972) — японська футболістка. Вона грала за збірну Японії.

## Клубна кар'єра
У 1989 році дебютувала в «Тасакі Кобе». В 1992 року вона перейшла до «Пліма Хам Куноїті». Наприкінці сезону 1999 року вона завершила ігрову кар'єру.

## Виступи за збірну
У червні 1991 року, її викликали до національної збірної Японії на чемпіонат Азії 1991 року. На цьому турнірі, 26 травня, вона дебютувала в збірній у поєдинку проти КНДР. У складі японської збірної учасниця жіночого чемпіонату світу 1991, 1995 та 1999 років та Літніх олімпійських ігор 1996 року. З 1991 по 1999 рік зіграла 58 матчів та відзначилася 26-а голами в національній збірній.

## Статистика виступів
| Збірна Японії | Збірна Японії | Збірна Японії |
| Рік           | Матчі         | Голи          |
| ------------- | ------------- | ------------- |
| 1991          | 6             | 3             |
| 1992          | 0             | 0             |
| 1993          | 0             | 0             |
| 1994          | 5             | 1             |
| 1995          | 9             | 9             |
| 1996          | 8             | 3             |
| 1997          | 6             | 4             |
| 1998          | 10            | 2             |
| 1999          | 14            | 4             |
| Загалом       | 58            | 26            |